# Покотилов, Алексей Дмитриевич
Алексей Дмитриевич Покотилов (1879—1904) — российский революционер, террорист, член партии эсеров и их боевой организации, участник подготовки покушения на министра внутренних дел Вячеслава Плеве, погиб в результате несчастного случая.

## Биография
Алексей Покотилов родился в 1879 году в семье потомственного дворянина, генерал-майора царской армии. Проходил обучение в Киевском университете.
В 1901 году Покотилов участвовал в демонстрации у Казанского собора в Санкт-Петербурге, за что был исключён из университета и выслан из столицы под негласный надзор полиции сроком на два года.
Прожив некоторое время в Полтаве, Покотилов скрылся из города и бежал за границу. Там он примкнул к партии социалистов-революционеров (эсеров), вступил в их боевую организацию, которой руководил Борис Савинков, был лично знаком со Степаном Балмашёвым, убившим министра внутренних дел Дмитрия Сипягина.

## Участие в покушении на Плеве
Савинков привлёк Покотилова, Егора Созонова и Максимилиана Швейцера к подготовке покушения на министра внутренних дел Российской Империи Вячеслава Плеве в качестве непосредственных исполнителей. Для этого были задействованы две тайных мастерских во Франции и Швейцарии. Мастерская, находившаяся во Франции, была ликвидирована, так как тамошняя полиция вышла на её след, а весь произведённый в ней динамит был утоплен в море, а та, которая находился под Женевой в Швейцарии, взорвалась, пострадал хозяин мастерской. Во втором случае произведённый динамит был спасён и хранился на конспиративных квартирах Доры Бриллиант и Льва Зильберберга. Последний вместе с Покотиловым испытывали в лесах под Женевой изготовленные бомбы, в результате взрывов они чудом остались в живых.
В начале 1904 года непосредственные исполнители убийства Вячеслава Плеве Созонов, Покотилов и Швейцер под чужими именами приехали в Россию. Созонов уехал в Тверь, чтобы купить там лошадь и пролётку, Покотилов и Швейцер везли с собой динамит и поехали непосредственно в Санкт-Петербург.
18 марта 1904 года Покотилов в составе группы попытался лично убить Плеве, но покушение провалилось из-за того, что член группы Абрам Боришанский, заподозрив слежку, покинул место проведения операции. В конце марта 1904 года Покотилов лично встретился с Евно Азефом, и уверил его в том, что ничего страшного не произошло, и всё пройдёт по плану. Азеф согласился дать Покотилову ещё один шанс. В случае неудачи второго покушения Азеф бы вызвал из Киева остальных членов боевой организации, и совместными усилиями операция по ликвидации Плеве всё же была бы закончена. 31 марта 1904 года Покотилов, вернувшийся в Санкт-Петербург, снял номер в гостинице «Северная», стал работать со взрывными устройствами. В результате его действий произошла детонация, и Покотилов погиб на месте.